# Фабрегас, Людовик
Людовик Фабрегас (фр. Ludovic Fabregas; род. 1 июля 1996, Перпиньян) — французский гандболист, выступает за клуб «Барселона» и сборную Франции.

## Карьера
Клубная
Людовик Фабрегас воспитанник клуба «Монпелье». Фабрегас начал профессиональную карьеру в 18 лет, подписав контракт с клубом Монпелье по схеме (3+1). По итогам сезона чемпионата Франции 2015/16 Фабрегас стал лучшим игроком оборонительного плана. В марте 2018 года перешёл в испанский клуб «Барселона».
В сборной
Людовик Фабрегас играл за юношескую сборную Франции среди мужчин (до 19 лет). В 2015 году, участвовал в составе Франции среди мужчин на чемпионате Европы среди юношей до 19 лет, он стал обладателем бронзовых медалей чемпионата Европы. С 2015 года выступает за сборную Франции.

## Титулы
Клубные
- Обладатель кубка Франции: 2016
- Обладатель кубка Французской лиги: 2016
- Победитель Лиги чемпионов ЕГФ: 2018, 2021, 2022
- Победитель чемпионата Мира: 2017
- Чемпион Испании: 2019, 2020, 2021, 2022
- Обладатель кубка Испании: 2019, 2020, 2021, 2022

## Статистика
Клубная статистика Людовика Фабрегаса.
| Сезон          | Клуб        | Лига              | Матчи | Всего голов | голы 7-метр | Голы с игры |
| -------------- | ----------- | ----------------- | ----- | ----------- | ----------- | ----------- |
| 2013-14        | ГК Монпелье | LNH division 1    | 7     | 4           | 0           | 4           |
| 2014/15        | ГК Монпелье | LNH division 1    | 16    | 7           | 0           | 7           |
| 2015/16        | ГК Монпелье | LNH division 1    | 26    | 52          | 0           | 52          |
| 2016/17        | ГК Монпелье | LNH division 1    | 26    | 74          | 0           | 74          |
| 2017/18        | ГК Монпелье | LNH division 1    | 17    | 34          | 0           | 34          |
| 2013 — по н.в. | Итого       | Чемпионат Франции | 92    | 171         | 0           | 171         |